# Részecskesugárzás
Részecskesugárzás alatt általában szubatomi részecskék áramlását értjük a téren vagy anyagon keresztül. Ha az áramlás viszonylag szűk keresztmetszetben egy irányban történik, akkor részecskenyalábról van szó. A hullám-részecske kettősség miatt azonban a nagyenergiájú elektromágneses sugárzásnak is van részecsketermészete, ilyenkor beszélünk fotonokról vagy gamma-sugárzásról. A részecsketermészet a kvantummechanikában általában olyan folyamatokban válik fontossá, amikor a részecske egy folyamat során keletkezik vagy eltűnik. Ilyen általában a kvantummechanikai mérés folyamata is.

## A részecskesugárzás előfordulásai

### Részecskegyorsítók
A részecskegyorsítók töltött részecskéket: leptonokat (elektron, pozitron), hadronokat (proton, antiproton), atommagokat, ionokat, molekulákat gyorsítanak fel elektromos feszültséggel nagy energiára. Ilyen gyorsító tulajdonképpen a TV képcsöve is, amely elektronokat gyorsít. A gyorsító egy vagy két nagy energiájú részecskenyalábot hoz létre, amelyeket azután egy céltárggyal vagy egymással ütköztetnek. Az ütközés következtében nagy energiájú részecskék repülnek szét általában minden irányban, amelyek a hasznos fizikai szerepük mellett sugárterhelés alá helyezik a mérőberendezés összetevőit és tartóelemeit is.